# بوشورن
بوشورن (بالإنجليزية: Böshorn)‏ هو أحد جبال سلسلة جبال الألب بينيني وجزء من القمة الأم فيسميس يقع في كانتون فاليز، سويسرا. يبلغ ارتفاع الجبل حوالي 3268 متر، بينما يبلغ ارتفاع نتوء الجبل 120 متر.